# BIC Platform
BIC Platform ist eine modular aufgebaute „All-in-One“-Lösung (Alles in Einem) zur Digitalen Transformation von Unternehmen. Sie lässt sich in unterschiedlichen Unternehmensbereichen einsetzen und kann beispielsweise für das Geschäftsprozessmanagement (Business Process Management), Risikomanagement und Business Intelligence genutzt werden. Sämtliche Module der BIC Platform sind sowohl stand-alone einsetzbar als auch beliebig miteinander kombinierbar. Das Werkzeug enthält Funktionalitäten, Methoden und Algorithmen zur digitalen Erfassung von Prozessen, Integration von Dokumenten, Steuerung von Governance Workflows sowie zur Analyse und Automatisierung von Arbeitsabläufen. Die BIC Platform ist eine vollständig webbasierte Anwendung, die als Private Cloud, Public Cloud oder On-Prem betrieben werden kann.

## Hersteller
Hersteller der BIC Platform ist GBTEC Software AG. Das Software- und Beratungsunternehmen wurde 2004 gegründet und hat seinen Hauptsitz in Bochum (Deutschland). Weitere Niederlassungen befinden sich in München (Deutschland), A Coruña (Spanien), Vigo (Spanien) und Brisbane (Australien). GBTEC ist als repräsentativer Anbieter im Gartner „Market Guide for Enterprise Business Process Analysis“, veröffentlicht am 25. Januar 2022, aufgeführt.

## Entwicklung
Der Markteintritt der BIC Platform erfolgte im Jahr 2020. Die BIC Platform ist Nachfolger der BPM Suite BIC Cloud, die im Jahr 2017 erstmals vertrieben wurde. Die Weiterentwicklung der zur BIC Cloud dazugehörigen Produkte sowie die Integration von neuen Produktlinien führte zu einem Rebranding der gesamten Produktfamilie. Aktuell umfasst die BIC Platform vier Softwarelösungen: BIC Process Design, BIC Process Execution, BIC Process Mining und GRC Solutions. Die neuste Version ist die BIC Platform 7.6.9 (Stand: 4. Mai 2022) Alle Softwareprodukte werden seitens des Herstellers kontinuierlich weiterentwickelt und um weitere Funktionalitäten ergänzt.

## Funktionen
Die BIC Platform wird in erster Linie für die digitale Transformation sowie das Geschäftsprozessmanagement genutzt. Aufgrund der weiterführenden Funktionalitäten wird die Software darüber hinaus für folgende Anwendungsfälle verwendet: Qualitätsmanagement, Risikomanagement, Governance, Risk und Compliance Management, Prozessautomatisierung und RPA, Process Intelligence sowie als Integriertes Managementsystem.

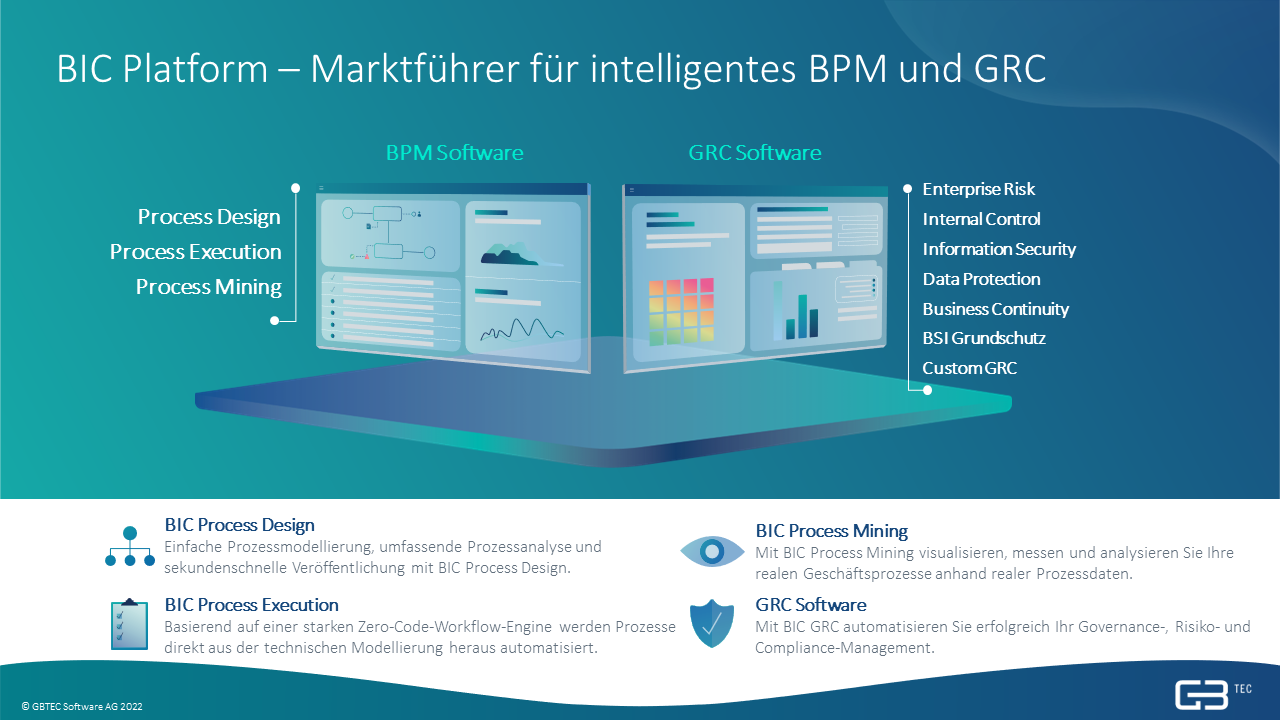
Übersicht über die Software-Module der BIC Platform

Die BIC Platform verfügt über einen modularen Aufbau mit folgenden Software-Modulen:
- BIC Process Design: BIC Process Design ist die Modellierungskomponente der Transformation Suite. In BIC Process Design haben Anwender die Möglichkeit, Prozesse in allen gängigen Modellierungssprachen (z. B. EPK, BPMN 2.0, WKD, DMN) zu dokumentieren und anschließend zu publizieren. BIC Process Design verfügt außerdem über ein integriertes Release Cycle Management. Dieses ermöglicht strukturierte, mehrstufige Freigaben von Prozessmodellen im Sinne unternehmerischer Vorgaben. Darüber hinaus beinhaltet BIC Process Design ein Dokumentenmanagement. Hierdurch steht Nutzern das Hochladen und Verwalten von Dokumenten sowie die Verknüpfung von Dokumenten mit vorliegenden Prozessmodellen zur Verfügung.

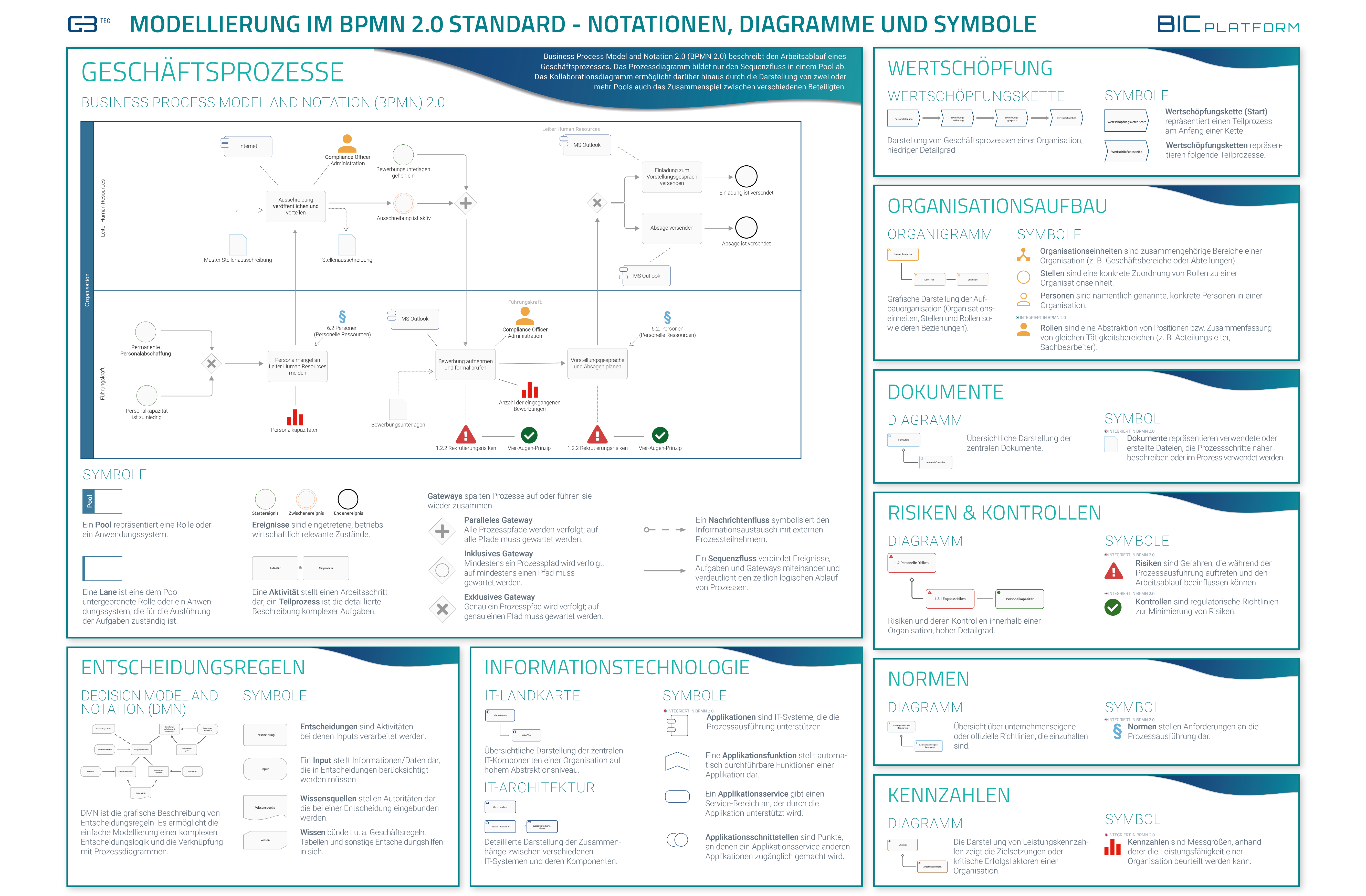
Übersicht über die Modellierung mit BPMN 2.0

- BIC Process Execution: BIC Process Execution ist eine vordefinierte Automatisierungs-Lösung, die sich nahtlos an das Modellierungswerkzeug BIC Process Design anschließt. Aus fachlichen Prozessmodellen, die in BIC Process Design modelliert wurden, werden in BIC Process Execution automatisch digitale Checklisten und Workflows auf Zero Code Basis generiert. Dies ermöglicht eine Ausführung der vorab modellierten Prozesse direkt in der Software, ohne jeglichen Programmieraufwand. Durch den Einsatz von RPA Technologie können zudem zeitaufwendige, manuelle Schritte systematisch automatisiert und beschleunigt werden.

- BIC Process Mining: BIC Process Mining basiert auf dem Open Source Tool Apromore und ermöglicht dank integrierter Algorithmen die Echtzeitmessung und Überwachung von geschäftskritischen Arbeitsabläufen.[7] Mit BIC Process Mining können reale Prozesse unter anderem als BPMN 2.0 Modelle visualisiert, überwacht, automatisiert und optimiert werden. Hierfür werden prozessrelevante Daten, die in unterschiedlichsten IT-Systemen vorliegen können, importiert und mittels Data Science Verfahren ausgewertet. BIC Process Mining ermöglicht neben der Prozessvisualisierung in Echtzeit auch den Vergleich zwischen verschiedenen Prozessvarianten, das Conformance Checking sowie prädiktives Process Monitoring.
- GRC Solutions: Die GRC Solutions umfassen für den Bereich Risikomanagement vordefinierte Lösungen und ermöglichen ein automatisiertes Governance, Risk & Compliance Management. Die GRC Solutions verfügen über Standard-Workflows, die das Erfassen und Bewerten von Risiken sowie die Durchführung von Kontrollen, Angemessenheits- und Wirksamkeitsprüfungen automatisieren. Auf diese Weise wird eine ganzheitliche Steuerung des Risikomanagements sowie Einhaltung regulatorischer Anforderungen sichergestellt. Die GRC Solutions können sowohl als alleinstehende Lösung, wie auch in Kombination mit BIC Process Design eingesetzt werden.[8] Bei einer Integration der beiden Module, werden die in BIC Process Design modellierten Risiken automatisch zu den genutzten GRC Solutions überführt und können dort weiterbearbeitet werden. Die GRC Solutions decken somit die Bereiche Risikomanagement, IKS, Informationssicherheit, Datenschutz und BCM ab.

## Verbreitung
Die BIC Platform wird derzeit bei über 700 Unternehmen weltweit eingesetzt. Zu den Kunden gehören Unternehmen aus dem Mittelstand, internationale Großkonzerne, DAX-Unternehmen sowie öffentliche Verwaltungen. Da die BIC Platform branchenunabhängig einsetzbar ist, entstammen die Kunden aus den unterschiedlichsten Geschäftszweigen, darunter Automotive (z. B. Porsche, Mercedes-Benz, Magna International und Huf Hülsbeck & Fürst), Energy (z. B. Siemens Energy, e.on und RWE), Finance und Insurance (z. B. DZ-Bank und LBBW), Luftfahrt (z. B. Airbus,  MTU und Rolls-Royce Group) und vieles mehr.

## Auszeichnungen
- Process Solution Award 2016 der Gesellschaft für Organisation (gfo): Gemeinsam mit dem Bundesministerium des Innern wird GBTEC mit dem 1. Preis für das innovativste und mustergültigste Projekt in der Kategorie Prozessmodellierung ausgezeichnet.[10]
- Sieger der Kategorie BPM 2017 der Initiative Mittelstand[11]